# Carlos Alberto Souza dos Santos
Carlos Alberto Souza dos Santos (sinh ngày 9 tháng 12 năm 1960) là một cầu thủ bóng đá người Brasil.

## Sự nghiệp câu lạc bộ
Carlos Alberto Souza dos Santos đã từng chơi cho Kashima Antlers, Shimizu S-Pulse, Vissel Kobe và Thespa Kusatsu.

## Thống kê câu lạc bộ

### J.League
| Đội             | Năm       | J.League | J.League | J.League Cup | J.League Cup | Tổng cộng | Tổng cộng |
| Đội             | Năm       | Trận     | Bàn      | Trận         | Bàn          | Trận      | Bàn       |
| --------------- | --------- | -------- | -------- | ------------ | ------------ | --------- | --------- |
| Kashima Antlers | 1992      | -        | -        | 10           | 3            | 10        | 3         |
| Kashima Antlers | 1993      | 32       | 8        | 6            | 0            | 38        | 8         |
| Kashima Antlers | 1994      | 22       | 4        | 1            | 1            | 23        | 5         |
| Kashima Antlers | 1995      | 25       | 5        | -            | -            | 25        | 5         |
| Shimizu S-Pulse | 1995      | 18       | 3        | -            | -            | 18        | 3         |
| Shimizu S-Pulse | 1996      | 27       | 1        | 15           | 1            | 42        | 2         |
| Shimizu S-Pulse | 1997      | 31       | 3        | 6            | 0            | 37        | 3         |
| Shimizu S-Pulse | 1998      | 30       | 4        | 5            | 1            | 35        | 5         |
| Shimizu S-Pulse | 1999      | 27       | 1        | 4            | 0            | 31        | 1         |
| Shimizu S-Pulse | 2000      | 27       | 4        | 5            | 4            | 32        | 8         |
| Vissel Kobe     | 2001      | 26       | 0        | 3            | 0            | 29        | 0         |
| Tổng cộng       | Tổng cộng | 265      | 33       | 55           | 10           | 320       | 43        |